# Platanthera beckneri
Platanthera beckneri là một loài thực vật có hoa trong họ Lan. Loài này được P.M.Br. mô tả khoa học đầu tiên năm 2002.